# Bayerischer Toto-Pokal 2019/20
Der Bayerische Toto-Pokal 2019/20 des Bayerischen Fußball-Verbandes war die 11. Saison seit der Pokalreform 2009/10. Das Turnier begann am 6. August 2019 mit 15 Partien, das Finale sollte am 23. Mai 2020 stattfinden, musste jedoch aufgrund der COVID-19-Pandemie auf den 5. September 2020 verschoben werden.
Da der Finalteilnehmer Würzburger Kickers bereits über die 3. Liga für den DFB-Pokal 2020/21 qualifiziert war, stand der Gegner TSV 1860 München bereits vor Austragung des Endspiels ebenfalls als Teilnehmer fest.

## Teilnehmende Mannschaften
Insgesamt nahmen 64 Mannschaften an der 1. Hauptrunde des Pokals teil:
- 22 Kreismeister (2018/19):
  - Oberbayern: VfB Forstinning, FC Penzberg, SC Danubius Waldkraiburg, SV Marzling
  - Niederbayern: FC Künzing, TV Aiglsbach
  - Schwaben: SV Oberegg, TSV Täfertingen, Türk Genclerbirligi Günzburg
  - Oberpfalz: TSV Wacker 50 Neutraubling, DJK Utzenhofen, SV Schwarzhofen
  - Oberfranken: SSV Kasendorf, TSV Mönchröden, Kickers Selb
  - Mittelfranken: SV Mosbach, SV Rednitzhembach, SK Lauf
  - Unterfranken: TSV Lohr, FT Schweinfurt, TV Wasserlos, SV Burgwallbach/Leutershausen
- 4 Drittligisten (2019/20):
  - Würzburger Kickers, SpVgg Unterhaching, TSV 1860 München, FC Ingolstadt
- 13 Regionalligisten (2018/19):
  - FV Illertissen, TSV Buchbach, 1. FC Schweinfurt 05, FC Memmingen, SpVgg Bayreuth, SV Schalding-Heining, Wacker Burghausen, TSV 1860 Rosenheim, VfR Garching, FC Pipinsried, VfB Eichstätt, SV Heimstetten, SV Viktoria Aschaffenburg
- 2 Aufsteiger aus der Bayernliga (2018/2019):
  - Türkgücü München, TSV Aubstadt
- 2 Relegationsteilnehmer zur Regionalliga (2018/19):
  - TSV 1896 Rain, DJK Gebenbach
- 21 Qualifikanten aus der Verbandsebene:
  - 11 Bayernligisten (Saison 2018/19 – Qualifikanten): Würzburger FV, SV Pullach, SV Kirchanschöring, DJK Vilzing, Spvgg Ansbach, TSV 1874 Kottern, ATSV Erlangen, TSV Großbardorf, DJK Don Bosco Bamberg, Spvgg Hankofen – Hailing, TSV 1865 Dachau
  - 10 Landesligisten (Saison 2018/19 – Fixstarter je Landesliga Rang 1 und 2): SV Donaustauf, ASV Cham, TSV 1880 Wasserburg, FC Deisenhofen, FC Eintracht Bamberg 2010, 1. SC Feucht, TSV Karlburg, FC Viktoria Kahl, TSV 1882 Landsberg, Türkspor Augsburg 1972

## 1. Hauptrunde
Die Partien der 1. Hauptrunde wurden vom 6. bis zum 8. August 2019 ausgetragen.
| Datum                 |                               | Ergebnis              |                           |
| --------------------- | ----------------------------- | --------------------- | ------------------------- |
| 06.08.2019, 18:30 Uhr | SV Marzling                   | 0:2                   | VfR Garching              |
| 06.08.2019, 18:30 Uhr | FC Künzing                    | 0:6                   | Wacker Burghausen         |
| 06.08.2019, 18:30 Uhr | TSV Täfertingen               | 00:10                 | FC Memmingen              |
| 06.08.2019, 18:30 Uhr | Türk Genclerbirligi Günzburg  | 0:8                   | FV Illertissen            |
| 06.08.2019, 18:30 Uhr | DJK Utzenhofen                | 01:10                 | SpVgg Unterhaching        |
| 06.08.2019, 18:30 Uhr | SV Schwarzhofen               | 0:6                   | SV Schalding-Heining      |
| 06.08.2019, 18:30 Uhr | SpVgg Ansbach                 | 4:7                   | FC Eintracht Bamberg 2010 |
| 06.08.2019, 18:30 Uhr | FC Deisenhofen                | 1:2                   | SV Heimstetten            |
| 06.08.2019, 18:30 Uhr | TSV Landsberg                 | 7:5                   | SV Pullach                |
| 06.08.2019, 18:30 Uhr | TSV Mönchröden                | 0:6                   | SpVgg Bayreuth            |
| 06.08.2019, 18:30 Uhr | SV Burgwallbach/Leutershausen | 1:8                   | FC Ingolstadt             |
| 06.08.2019, 18:30 Uhr | Türkspor Augsburg             | 3:3 n. V. (7:6 i. E.) | FC Pipinsried             |
| 06.08.2019, 19:15 Uhr | TV Aiglsbach                  | 2:1                   | VfB Eichstätt             |
| 06.08.2019, 19:30 Uhr | VfB Forstinning               | 0:1                   | TSV 1880 Wasserburg       |
| 06.08.2019, 19:30 Uhr | 1. SC Feucht                  | 5:1                   | ASV Cham                  |
| 07.08.2019, 18:30 Uhr | SV Oberegg                    | 0:9                   | Türkgücü München          |
| 07.08.2019, 18:30 Uhr | TSV Wacker 50 Neutraubling    | 1:0                   | SV Donaustauf             |
| 07.08.2019, 18:30 Uhr | Kickers Selb                  | 1:3                   | TSV 1860 Rosenheim        |
| 07.08.2019, 18:30 Uhr | SV Mosbach                    | 3:5                   | Würzburger Kickers        |
| 07.08.2019, 18:30 Uhr | SV Rednitzhembach             | 2:4                   | Viktoria Aschaffenburg    |
| 07.08.2019, 18:30 Uhr | TSV Lohr am Main              | 1:4                   | 1. FC Schweinfurt 05      |
| 07.08.2019, 18:30 Uhr | TV Wasserlos                  | 4:1                   | FC Viktoria Kahl          |
| 07.08.2019, 18:30 Uhr | ATSV Erlangen                 | 0:3                   | TSV Großbardorf           |
| 07.08.2019, 18:30 Uhr | TSV 1865 Dachau               | 2:0                   | TSV 1896 Rain             |
| 07.08.2019, 18:30 Uhr | SV Kirchanschöring            | 5:6                   | TSV 1874 Kottern          |
| 07.08.2019, 18:30 Uhr | SpVgg Hankofen-Hailing        | 2:3                   | DJK Gebenbach             |
| 07.08.2019, 18:30 Uhr | 1. FC Penzberg                | 4:5                   | TSV Karlburg              |
| 07.08.2019, 18:30 Uhr | SK Lauf                       | 2:4                   | DJK Vilzing               |
| 07.08.2019, 18:30 Uhr | Würzburger FV                 | 0:3                   | TSV Aubstadt              |
| 07.08.2019, 19:00 Uhr | SC Danubius Waldkraiburg      | 0:9                   | TSV Buchbach              |
| 07.08.2019, 19:00 Uhr | SSV Kasendorf                 | 1:0                   | DJK Don Bosco Bamberg     |
| 08.08.2019, 18:30 Uhr | FT Schweinfurt                | 1:6                   | TSV 1860 München          |

## 2. Hauptrunde
Die Partien der 2. Hauptrunde wurden am 20. und 21. August 2019 ausgetragen.
| Datum                 |                            | Ergebnis |                           |
| --------------------- | -------------------------- | -------- | ------------------------- |
| 21.08.2019, 19:00 Uhr | TV Wasserlos               | 1:6      | Viktoria Aschaffenburg    |
| 20.08.2019, 18:00 Uhr | TSV Großbardorf            | 3:5      | 1. FC Schweinfurt 05      |
| 20.08.2019, 18:00 Uhr | TSV Karlburg               | 2:3      | FC Eintracht Bamberg 2010 |
| 20.08.2019, 18:00 Uhr | DJK Gebenbach              | 1:3      | FC Ingolstadt 04          |
| 20.08.2019, 18:00 Uhr | DJK Vilzing                | 4:3      | SpVgg Bayreuth            |
| 20.08.2019, 19:00 Uhr | VfR Garching               | 2:1      | Wacker Burghausen         |
| 20.08.2019, 18:00 Uhr | SV Schalding-Heining       | 1:0      | TSV 1860 Rosenheim        |
| 20.08.2019, 19:00 Uhr | TSV Landsberg              | 0:4      | Türkgücü München          |
| 20.08.2019, 19:00 Uhr | TSV 1880 Wasserburg        | 1:2      | FC Memmingen              |
| 20.08.2019, 18:00 Uhr | TSV Kottern                | 1:2      | FV Illertissen            |
| 20.08.2019, 18:00 Uhr | Türkspor Augsburg          | 1:3      | SV Heimstetten            |
| 20.08.2019, 19:00 Uhr | TV Aiglsbach               | 01:11    | TSV 1860 München          |
| 21.08.2019, 18:00 Uhr | TSV Wacker 50 Neutraubling | 0:4      | SpVgg Unterhaching        |
| 21.08.2019, 18:00 Uhr | SSV Kasendorf              | 1:4      | FC Würzburger Kickers     |
| 21.08.2019, 19:00 Uhr | 1. SC Feucht               | 0:6      | TSV Aubstadt              |
| 21.08.2019, 18:00 Uhr | TSV 1865 Dachau            | 4:1      | TSV Buchbach              |

## Achtelfinale
Ausgetragen wurden die Spiele am 3. und 4. sowie am 10. September 2019.
| Datum                 |                      | Ergebnis              |                        |
| --------------------- | -------------------- | --------------------- | ---------------------- |
| 03.09.2019, 17:30 Uhr | TSV Aubstadt         | 1:3                   | Würzburger Kickers     |
| 03.09.2019, 17:30 Uhr | DJK Vilzing          | 0:2                   | SV Heimstetten         |
| 03.09.2019, 17:30 Uhr | SV Schalding-Heining | 4:1                   | VfR Garching           |
| 03.09.2019, 17:30 Uhr | TSV 1865 Dachau      | 0:0 n. V. (5:6 i. E.) | TSV 1860 München       |
| 03.09.2019, 18:00 Uhr | 1. FC Schweinfurt 05 | 1:1 n. V. (6:5 i. E.) | FC Ingolstadt 04       |
| 03.09.2019, 19:00 Uhr | FC Eintracht Bamberg | 0:5                   | Viktoria Aschaffenburg |
| 04.09.2019, 19:00 Uhr | Türkgücü München     | 2:3                   | SpVgg Unterhaching     |
| 10.09.2019, 19:30 Uhr | FC Memmingen         | 2:0                   | FV Illertissen         |

## Viertelfinale
Ausgetragen wurden die Spiele am 2. und 3. sowie am 11. Oktober 2019.
| Datum                 |                        | Ergebnis              |                       |
| --------------------- | ---------------------- | --------------------- | --------------------- |
| 02.10.2019, 18:30 Uhr | SV Heimstetten         | 1:4                   | FC Würzburger Kickers |
| 03.10.2019, 14:00 Uhr | FC Memmingen           | 5:1                   | SV Schalding-Heining  |
| 03.10.2019, 14:00 Uhr | Viktoria Aschaffenburg | 2:1                   | 1. FC Schweinfurt     |
| 11.10.2019, 19:30 Uhr | TSV 1860 München       | 1:1 n. V. (4:3 i. E.) | SpVgg Unterhaching    |

## Halbfinale
Die Halbfinalspiele waren für den 31. März und den 22. April 2020 angesetzt, wurden jedoch wegen der COVID-19-Pandemie verschoben. Bereits vor der Bekanntgabe möglicher Ausweichtermine zog der FC Memmingen seine Teilnahme am Halbfinale zurück.
| Datum                 |                        | Ergebnis |                       |
| --------------------- | ---------------------- | -------- | --------------------- |
| nicht ausgetragen     | FC Memmingen           | kampflos | TSV 1860 München      |
| 01.09.2020, 17:45 Uhr | Viktoria Aschaffenburg | 1:5      | FC Würzburger Kickers |

## Finale
Das Finale war für den 23. Mai 2020 angesetzt, wurde aber wegen der COVID-19-Pandemie verschoben und am 5. September 2020 ausgetragen.
| TSV 1860 München                                                                         | TSV 1860 München | FC Würzburger Kickers | FC Würzburger Kickers |
| ---------------------------------------------------------------------------------------- | --- | --- | --------------------- |
| TSV 1860 München                                                                         | \| 5. September 2020 um 14:00 Uhr in München (Städtisches Stadion an der Grünwalder Straße) \| \| Ergebnis: 1:1 (0:0), 4:1 i. E. \| \| Zuschauer: unter Ausschluss der Öffentlichkeit \| \| Spielbericht \|                                         | \| 5. September 2020 um 14:00 Uhr in München (Städtisches Stadion an der Grünwalder Straße) \| \| Ergebnis: 1:1 (0:0), 4:1 i. E. \| \| Zuschauer: unter Ausschluss der Öffentlichkeit \| \| Spielbericht \|                                                                            | FC Würzburger Kickers |
| TSV 1860 München                                                                         | Marco Hiller – Niklas Lang, Dennis Erdmann (79. Daniel Wein), Phillipp Steinhart – Marius Willsch, Quirin Moll, Dennis Dressel, Erik Tallig – Stefan Lex, Sascha Mölders, Johann Ngounou Djayo (63. Fabian Greilinger) Cheftrainer: Michael Köllner | Fabian Giefer – Leroy Kwadwo, Arne Feick, Tobias Kraulich (73. Saliou Sané), Daniel Hägele – Frank Ronstadt, Robert Herrmann (80. Keanu Staude), Patrick Sontheimer (90.+2' Douglas), David Kopacz – Dominic Baumann (73. Florian Flecker), Luca Pfeiffer Cheftrainer: Michael Schiele | FC Würzburger Kickers |
| TSV 1860 München                                                                         | 1:1 Greilinger (90.) | 0:1 Feick (58.) | FC Würzburger Kickers |
| TSV 1860 München                                                                         | Elfmeterschießen | | FC Würzburger Kickers |
| TSV 1860 München                                                                         | 1:0 Lex 2:0 Tallig 3:0 Steinhart 4:1 Moll | Hägele Kopacz 3:1 Flecker | FC Würzburger Kickers |
| TSV 1860 München                                                                         | Erdmann (57.), Mölders (82.) | Kopacz (44.), Hägele (51.), Feick (78.) | FC Würzburger Kickers |
| 5. September 2020 um 14:00 Uhr in München (Städtisches Stadion an der Grünwalder Straße) | | |                       |
| Ergebnis: 1:1 (0:0), 4:1 i. E.                                                           | | |                       |
| Zuschauer: unter Ausschluss der Öffentlichkeit                                           | | |                       |
| Spielbericht                                                                             | | |                       |